# 布盧薩米特 (密蘇里州)
布盧薩米特（英語：Blue Summit）是位於美國密蘇里州傑克遜縣的普查規定居民點。

## 人口
根據2020年美國人口普查的數據，布盧薩米特的面積為1.26平方千米，皆為陸地。當地共有人口658人，而人口密度為每平方千米522.22人。